# Tạp bút
Tạp bút là một thể loại văn học gần giống như tạp văn hay tùy bút với mớ bòng bong, rối rắm chữ nghĩa mà người viết nghĩ gì viết nấy còn người đọc muốn tìm "vàng" thì phải chịu khó "đãi" chữ. Thể loại này được cho là bức "biếm họa bằng chữ", là thể văn tranh đấu, tranh luận, luôn có đối thủ, đối phương (dù là tưởng tượng) xuất hiện trước mắt người viết.
Tạp bút có mặt đều đặn trên các số báo, với những đối tượng người viết khá đa dạng, từ những nhà văn, nhà báo, nhà giáo, nhà khoa học có tên tuổi tới cô sinh viên mới vào năm đầu đại học hay một người lính xa nhà. Trên báo Tuổi Trẻ Cuối Tuần, tạp bút là một trong những mục có từ lâu đời nhất, được khai sinh từ năm 1994. Cho tới nay, tòa soạn này vẫn nhận được bài vở tham gia vào loại nhiều nhất và cũng ngày càng khó chọn bài để đăng.

## Đặc điểm
| “                         | Tạp bút như một cốc rượu tình cờ, để khề khà, ngẫm nghĩ, vui buồn với mình, với đời sống. Một thứ rượu có chút hương vị của văn chương. | ” |
| — Nhà văn Võ Trường Chinh | |   |

Độc giả vẫn yêu thích tạp bút, nhất là khi quỹ thời gian của người đọc không đủ dành cho tiểu thuyết dông dài. Nhờ có độ dài tương đối, khá thuận lợi cho việc dàn trang nên tạp bút thường được xuất hiện trên các báo.
Hầu hết trên các báo đều lần lượt có mục tạp văn, tạp bút hay tản văn..., đó là mảnh đất nhiều màu mỡ lẫn màu sắc cho các ngòi bút thể hiện đề tài mình muốn nói. Các tạp văn trong Ngôi nhà và con người của nhà nghiên cứu Huỳnh Như Phương phần nhiều đã được in trên các báo như: Người Lao động, Phụ Nữ Thành phố Hồ Chí Minh, Tuổi Trẻ, Thanh Niên...

## Thể loại
Tạp bút là một thể loại văn học ngắn, không có cấu trúc cố định như tiểu thuyết hay truyện ngắn, tập trung vào việc ghi chép suy nghĩ, cảm xúc cá nhân của tác giả về nhiều chủ đề trong cuộc sống. Có thể chia tạp bút thành một số loại chính dựa trên cảm hứng và cách thể hiện, gồm:
1. Tạp bút cá nhân: Các bài viết xoay quanh những cảm xúc, suy tư của tác giả về cuộc sống hàng ngày, hay những trải nghiệm cá nhân sâu sắc.
2. Tạp bút văn hóa - xã hội: Nói về những quan sát, suy ngẫm liên quan đến các hiện tượng văn hóa, xã hội, hay phong tục tập quán của cộng đồng.
3. Tạp bút thời sự: Đưa ra quan điểm về những sự kiện đang xảy ra trong xã hội, mang tính chất thời sự hoặc phản biện

## Một số tác giả, tác phẩm
Năm 2005, khi quyển Tản mạn trước đèn của nhà văn Đỗ Chu nhận giải thưởng văn học của Hội Nhà văn Việt Nam, Văn học Việt Nam bắt đầu mở ra thời kỳ tạp bút xuất bản ồ ạt.
Nhà thơ Đỗ Trung Quân, người chuyên viết tạp bút trên các báo, cũng không phải là ngoại lệ trong cách làm sách t.a.p.b.u.t.đỗ. Từ ngày tạo dựng được thương hiệu ngòi bút truyện ngắn, Nguyễn Ngọc Tư nhận được nhiều lời mời chào viết báo và lẽ đương nhiên chị không thể bỏ qua mảnh đất tạp văn luôn sẵn sàng "bén rễ" những hạt giống ưu tư của bất kỳ ai. Quyển Mùi của ngày xưa bao gồm 60 tác giả từng in trên báo Tuổi Trẻ Chủ nhật và cũng đã thành sách.